# Saša Šantel
Saša Šantel, slovenski slikar, violinist, skladatelj in vsestranski pedagog, * 15. marec 1883, Gorica, † 1. julij 1945, Ljubljana.

## Življenje
Rodil se je v slikarski družini kot četrti med petimi otroki očetu Antonu Šantlu in materi Avgusti.
Po osnovni izobrazbi je bil profesor risanja in umetnostni zgodovinar. Kot likovni umetnik je avtor slike Koncil slovenske glasbe (1936), ki visi v Mali dvorani Slovenske filharmonije. Daljše obdobje (11 let) je deloval kot profesor na gimnaziji v Pazinu (Istra), na Dunaju, Kopru, Sušaku, od leta 1922 pa do smrti na Srednji tehnični šoli v Ljubljani.
Ukvarjal se je tudi s komponiranjem. Njegovo najobsežnejše delo je opereta Blejski zvon, napisana na libreto Mary Garden in uprizorjena 24. februarja 1933 na odru Ljubljanske opere.